# Dopatge
|  | Per a altres significats, vegeu «Dopatge (desambiguació)». |

El dopatge (en anglès doping) és la promoció o consum de qualsevol mètode o substància prohibida en l'esport que pot ser potencialment perillosa per la salut dels esportistes i que és susceptible a millorar el seu rendiment de manera il·legal. D'acord amb el Comitè Olímpic Internacional (COI), dopatge és l'administració o ús per part d'un atleta de qualsevol substància externa a o l'organisme o qualsevol substància fisiològica presa en quantitat anormal o per una via anormal amb la sola intenció d'augmentar d'un mode artificial i deshonest el seu rendiment en la competició. Cada associació esportiva té una llista detallada de les substàncies prohibides junt amb les quantitats màximes permeses. D'acord amb la substància usada i altres factors particulars, cada associació sanciona l'atleta en qüestió.

## Història
L'ús de drogues a l'esport es remunta a segles enrere, gairebé fins a la mateixa invenció del concepte d'esport. En l'antiguitat, quan els més aptes d'una nació eren seleccionats com a atletes o combatents, se'ls alimentava amb dietes i se'ls administraven tractaments considerats beneficiosos per ajudar a augmentar la musculatura. Als Jocs Olímpics de l'antiguitat a Grècia s'han donat casos de dopatge ja que els atletes grecs tenien uns guanys econòmics tan importants (equivalents a mig milió d'euros actuals) que alguns buscaven mitjans il·legals per guanyar a qualsevol preu. A partir d'aquell moment, la gent va començar a introduir les pròpies dietes específiques per millorar el seu rendiment. Molts atletes se centraven principalment a assolir la superioritat i guanyar la competició augmentant la capacitat de força muscular i la resistència. Charmis, el guanyador espartà de la cursa Stade als Jocs Olímpics de 668 aC, va introduir la dieta especial de consumir suficients figues seques durant el període d'entrenament. També, a l'antiga Roma, on les carreres de quadrigues s'havien convertit en una gran part de la seva cultura, els atletes bevien herbes infusions d'herbes per enfortir-se abans de les carreres de quadrigues. Altres exemples de dopatge a l'antiguitat es troben a la mitologia escandinava, que diu que els Berserkers podien beure una barreja anomenada "butotens" per augmentar enormement la seva potència física a risc de perdre la raó, que es creu que es preparava amb el fong Amanita muscaria.
Ja, en temps moderns, un participant en una carrera de resistència a peu a Gran Bretanya, Abraham Wood, va dir el 1807 que havia utilitzat làudan (que conté opiacis) per mantenir-se despert durant 24 hores mentre competia contra Robert Barclay Allardyce. L'abril de 1877, les carreres a peu s'havien estès a 500 el meu i a l'any següent, també a l'Agricultural Hall de Islington, Londres, a 520 el meu. El Illustrated London News va reprendre:
Pot ser un avantatge saber que un home pot viatjar 520 milles en 138 hores, i arreglar-se-les per viure durant una setmana amb una quantitat infinitesimal de descans, encara que no aconseguim percebre que algú podria ser col·locat en una posició en què la seva capacitat en aquest sentit seria d'alguna utilitat per a ell [i] el que es guanya per una repetició constant del fet.
Tot i això, l'esdeveniment va resultar ser molt popular, amb 20.000 espectadors cada dia. Animats, els promotors van desenvolupar la idea i aviat van celebrar carreres similars per a ciclistes: "...i molt més propensos a suportar les seves misèries públicament; després de tot, un caminant cansat es limita a seure, mentre que un ciclista cansat cau i pot fer que altres caiguin també. Això és molt més divertit".
La fascinació per les carreres ciclistes de sis dies es va estendre a l'altra banda de l'Atlàntic i va atreure també les multituds a Amèrica. I com més pagaven els espectadors a la porta, més elevats podien ser els premis i més gran era l'incentiu dels ciclistes per mantenir-se desperts -o que els mantinguessin desperts- per recórrer la distància més llarga possible. El seu esgotament era contrarestat per soigneurs (paraula francesa que significa "curanderos"), ajudants similars als segons en el món de la boxa. Entre els tractaments que els subministraven hi havia la nitroglicerina, un fàrmac utilitzat per estimular el cor després d'atacs cardíacs i al qual s'atribuïa la millora de la respiració dels ciclistes. Aquests patien al·lucinacions a causa de l'esgotament i potser dels fàrmacs. El campió nord-americà Major Taylor es va negar a continuar la carrera de Nova York, dient: "No puc continuar amb seguretat, perquè hi ha un home que em persegueix pel ring amb un ganivet a la mà". També se sap que, cap a finals del segle xix se sap que alguns ciclistes utilitzaven sovint estricnina, cafeïna i alcohol.

### Esdeveniments a la dècada de 1920
El 1928, la Federació Internacional d'Atletisme va ser el primer organisme que va prohibir l'ús de substàncies dopants. La majoria de les federacions esportives internacionals van introduir els controls de dopatge a la dècada de 1970. No obstant això, aquests controls eren poc efectius perquè no detectaven la presència d'esteroides anabolitzants que estaven sent utilitzats per atletes des dels anys 60. A les Olimpíades de Roma 60 mor el danès Knud Enemark, probablement per ús d'amfetamines; i en 1967 durant el Tour de França mor l'anglès Tom Simpson de cansament i deshidratació a causa probablement d'una barreja d'amfetamines i alcohol. Amb aquests dos tràgics successos es va accelerar el procés per evitar el consum de drogues als esports.

### Esdeveniments a la dècada de 1950
A mitjan el segle segle xx el consum d'esteroides anabòlics (sintetitzats des de 1930) es va tornar tan habitual que els consumien des de les lligues escolars fins als Jocs Olímpics. El dopatge es va propagar amb més rapidesa en el ciclisme, la boxa i l'halterofília.
El 1958, Gerardo Ottani va realitzar una enquesta. En aquesta enquesta, el 27% dels professionals de les lligues italianes consumien amfetamines. El 68% consumia esteroides anabolitzants i el 62% prenia estimulants que afectaven la respiració i el cabal cardíac. Ottani va treballar al Bologna i es va canviar a la professió mèdica després de la seva carrera.
Després de la Copa del Món de Futbol de 1954, diversos jugadors de l'exitosa Selecció d'Alemanya van emmalaltir, sent la causa xeringues contaminades. Erik Eggers va publicar els resultats de l'estudi "Dopatge a Alemanya", realitzat per la Universitat de Münster i Berlín, afirmant que les xeringues havien contingut Pervitina: «Si ens fixem en les notícies dels diaris de l'època, a l'entorn de la ciència de l'esport ia les descripcions del metge de l'equip Franz Loogen, cal suposar que en aquella època s'administraven amfetamines».

### Esdeveniments a la dècada de 1960
El 2004, Ferruccio Mazzola, jugador del llegendari Inter de Milà dels anys 60, va acusar el seu antic entrenador d'administrar-li amfetamines. Segons el seu testimoni, al principi els distribuïa pastilles i després se les posava al cafè, després que molts jugadors les escopissin d'amagat. Mazzola sospitava que existia una connexió entre les drogues i la mala salut o la mort prematura -similar a la "maledicció de la Fiorentina"- de molts antics companys. Posteriorment, l'Inter de Milà va demandar Mazzola, però va perdre als tribunals. Anys més tard, Sandro, germà de Ferruccio Mazzola, també va confirmar les acusacions.

### Esdeveniments a la dècada de 1970
Segons testimonis de l'època, el consum de drogues per millorar el rendiment era habitual, sobretot a l'Ajax, el Feyenoord i l'AZ Alkmaar durant els partits de competició, incloses les Copes Intercontinentals de 1970 i 1972 guanyades pels dos primers clubs esmentats. Jan Peters va relatar el consum de drogues abans dels grans partits. Semblaven funcionar, ja que sentia una pujada d'energia i eufòria. Johnny Rep, exjugador de l'Ajax, va afirmar que "tothom prenia alguna cosa". L'1 de novembre del 1979, abans d'un partit del seu equip, el Saint-Etienne, contra el PSV Eindhoven, es va injectar a tothom. Pierre Poty, metge del club en aquella època, també va revelar que treballava amb estimulants i ho va raonar amb els fantàstics efectes. Fritz Kessel, també mèdic, va treballar per a la selecció holandesa durant 30 anys i va revelar que les drogues eren habituals a les Copes Mundials de la FIFA de 1974 i 1978. Ho va dir a Guido Derksen, escriptor de Voetbal Myseries, que va escriure que els jugadors «consumien tones d'amfetamines».
Una comissió investigadora de medicina esportiva de Friburg afirma que a finals dels anys 70 i als 80 els clubs de futbol de Stuttgart i Friburg feien servir anabolika. El VfB Stuttgart va encarregar anabolika com a mínim una vegada.

### Esdeveniments a la dècada de 1980

#### Alemanya de l'Est
A diferència d'altres esports a l'antiga Alemanya de l'Est, el futbol no comptava amb un programa de dopatge dirigit pel govern pel fet que el futbol no es considerava prou reeixit a nivell internacional per justificar la despesa. El dopatge es duia a terme esporàdicament al futbol i, a partir del 1985, es van realitzar controls antidopatge per evitar aquesta pràctica.
El cap del departament de medicina esportiva d'Alemanya Oriental, Manfred Höppner, va acusar de dopatge el BFC Dynamo i l'1. FC Lokomotive Leipzig. Segons la seva declaració, quan els dos equips van viatjar a l'estranger per disputar els seus partits de la Copa d'Europa i la Copa de la UEFA l'octubre del 1983, una anàlisi va revelar alts nivells d'amfetamina i metamfetamina a 13 dels 19 jugadors del BFC Dynamo, suposadament administrats només dos o tres dies abans. En els jugadors de l'1. FC Lokomotive Leipzig, només es van trobar lleugeres traces i només en alguns jugadors. També es va conèixer que l'asteroide anabolitzant Depot-Turinabol s'havia administrat durant diversos anys a l'1. Dos jugadors de l'1. FC Union Berlin van donar positiu per Depot-Turanabol l'abril de 1985.

#### Alemanya occidental
El 1987, Toni Schumacher va escriure sobre una llarga tradició de dopatge a la Bundesliga, afirmant que molts jugadors prenien Captagon. Ell mateix va experimentar amb ell i els efectes van ser: augment de l'agressivitat, disminució del llindar del dolor, augment de la concentració, la confiança i la resistència. L'efecte secundari van ser problemes per dormir. A Colònia portava els companys al metge, que els donava pastilles i injeccions, presumiblement anabolitzants i estimulants. A la selecció nacional va esmentar una «farmàcia ambulant» i l'ús d'hormones. Tot i comptar amb el suport de Paul Breitner, va haver d'abandonar el Colònia després de 544 partits. Més tard, les seves declaracions sobre el dopatge a la Bundesliga van ser recolzades per Per Roentved, Hans Werner Moors, Dieter Schatzscheider, Hans-Josef Kapellmann, Peter Neururer, Benno Möhlmann, Uwe Nester, Peter Geyer (que va parlar de procediment, quantitat i efectes secundaris), Jürgen Röber, Jürgen Stumm i Peter Harms (tots dos metges).

### Esdeveniments a la dècada de 1990
Just després del mundial del 1998, es van destruir totes les mostres dels controls antidopatge. Si hagués passat el mateix al Tour de França, Armstrong no hauria estat descobert, va argumentar el Dr. Alain Garnier, exdirector de l'AMA. Marie-George Buffet, ministra d'Esports en aquella època, també recorda que es va sentir pressionada quan va iniciar un control no anunciat al desembre de 1997. No hi va haver més proves sense previ avís després d'allò. Jean-Pierre Paclet, metge de les Bleus el 1998, esmenta al seu llibre «valors anormals d'hematòcrit». Gary Neville, exinternacional anglès, recorda que «alguns dels jugadors van començar a rebre injeccions de (...) un francès anomenat Dr. Rougier». Després que alguns sentissin una pujada d'energia, es va formar «una cua per veure el doctor abans del partit contra l'Argentina». En aquell moment, molts jugadors es van preocupar per l'augment de la intensitat i l'estrès físic en el futbol.
A la dècada de 1990 es va qüestionar la tecnologia amb què es detectaven les substàncies, ja que l'avenç en el millorament d'aquestes succeïa amb més rapidesa, cosa que dificultava que s'identifiquessin. Després dels vergonyosos fets associats amb la utilització de substàncies prohibides durant el Tour de França de 1998, es va crear el 1999 l'Agència Mundial Antidopatge (WADA per les sigles en anglès, AMA per les sigles en francès), una agència de dret privat suís que promou la lluita contra el dopatge mitjançant la promulgació del «Programa Mundial Antidopatge».

## Estàndards i concepte de dopatge
L'Agència Mundial Antidopatge, creada i recolzada pels governs i el moviment olímpic, té com a missió coordinar els esforços d'aquestes autoritats i harmonitzar tots els procediments de control del dopatge al món. La principal eina per a això és el "Codi Mundial Antidopatge" i els seus "Estàndards Internacionals", entre d'altres.

### Estàndards Internacionals
Els estàndards internacionals són documents que fan operatiu el Codi Mundial Antidopatge, actualment són vuit, així:
1. Compliment del Codi pels signataris
2. Educació
3. Llista de substàncies i mètodes prohibits
4. Autoritzacions d'ús terapèutic
5. Mostratge i Investigacions
6. Laboratoris
7. Gestió de resultats
8. Protecció de la Privadesa i Informació Personal

Aquests documents són de compliment obligatori pels signataris del Codi.

### Ús del termedopatge
Independentment de l'origen de la paraula, el seu ús actualment es limita al camp de l'esport. L'ús de substàncies restringides o prohibides per persones no esportistes (per exemple substàncies psicoactives) és un tema de salut pública i no està contemplat a les normes antidopatge. D'altra banda, tampoc el problema de l'ús de substàncies o mètodes dopants no s'ha de confondre o barrejar amb el tema de la farmacodependència, que té orígens, característiques i maneigs diferents. La utilització de substàncies o mètodes prohibits en animals (per exemple cavalls de carrera) no està contemplada al Codi Mundial Antidopatge i s'emmarca, en el cas dels esports eqüestres, a la Federació Internacional d'aquests esports.

## Definició de l'Agència Mundial Antidopatge (AMA)
La WADA-AMA defineix el dopatge com la ocurrència de qualsevol de les següents violacions de les regles antidopatge:
1. La presència d'una substància prohibida, els seus metabolismes o marcadors al cos d'un atleta.
2. L'ús o intent d'ús d'una substància o mètode prohibits.
3. Refusar subministrar una mostra, no fer-ho sense causa justificada, o evadir de qualsevol manera la recol·lecció de mostres.
4. No estar disponible per a les proves fora de competició, no presentar els papers deguts, o no indicar on és en tot moment (en tres ocasions al llarg de 18 mesos).
5. Fer trampa durant els controls o intentar-ho de qualsevol manera.
6. La possessió de substàncies prohibides o de mètodes prohibits.
7. La compravenda o intent de compravenda de substàncies prohibides o de mètodes prohibits.
8. Administrar o intentar administrar substàncies o mètodes prohibits a un atleta, o ajudar, encoratjar, assistir, encobrir o entrar en qualsevol tipus de complicitat que involucri una violació o intent de violació d'una regla antidopatge.
9. Complicitat. (Codi 2015)
10. Associació prohibida. (Codi 2015)
11. Actes dutes a terme per un esportista o una altra persona per dissuadir d'informar les autoritats o per prendre represàlies contra qui ho faci, quan aquesta conducta no constitueixi una infracció de l'article 2.5 (Codi 2021)

Es comença a constituir un possible cas de dopatge quan es comet alguna de les infraccions anteriors. Tanmateix, després d'evidenciar-se d'alguna manera aquesta infracció, l'esportista o el personal que l'hagi comès, té dret a un procés dut a terme per un organisme disciplinari, en el qual pugui demostrar la seva innocència i té dret igualment a acudir a instàncies de apel·lació.
Un altre canvi important del Codi 2021 és que a l'article 4.2.3. s'hi va incorporar un concepte nou, el de “substàncies d'abús”. Allí es defineixen les Substàncies d'Abús com aquelles "Substàncies Prohibides que s'identifiquen específicament com a tals a la Llista de Prohibicions perquè són freqüentment mal utilitzades a la societat fora del context de l'esport."

## Esportistes penalitzats per dopatge
- 1988: Ben Johnson, atleta canadenc, als Jocs Olímpics de Seül; positiu per estanozolol.[31] Havia batut el rècord dels 100 metres llisos amb una marca de 9.79 segons.
- 1994: Diego Armando Maradona, futbolista argentí, al Mundial de futbol dels Estats Units; positiu per cocaïna.[32]
- 2002: Gervasi Deferr, gimnasta català, al Campionat del Món de gimnàstica artística de Debrecen; positiu per cànnabis.[33]
- 2005: Mariano Puerta, tenista argentí, al Roland Garros; positiu per etilefrina.[34]
- 2010: Alberto Contador, ciclista espanyol, al Tour de França; positiu per clembuterol[35]
- 2012: Lance Armstrong, ciclista estatunidenc, acusat formalment de dopatge continuat fent servir diversos mètodes per a aconseguir els seus títols al Tour de França.[36]
- 2013: Virginia Berasategui, triatleta basca, al Triatló de Bilbao; positiu per eritropoetina.[37]
- 2013: Marta Domínguez, atleta espanyola, expedientada per irregularitats al seu passaport biològic.[38]

Altres els esportistes penalitzats per dopatge han estat el corredor Anton Galkin (Rússia), la llançadora de pes Irina Korzhanenko, els boxadors David Munyasia (Kenya) i Mariano Carrera (Argentina), els futbolistes Claudio Caniggia (Argentina), Rodrigo Lara, Paulo César Chávez, Aarón Galindo i Salvador Carmona (Mèxic), Roberto Cereceda, Jaime Ramirez i Pablo Galdamez (Xile), els tenistes Petr Korda i Bohdan Ulihrach (República Txeca), Guillermo Coria, Juan Ignacio Chela, Guillermo Cañas, Martín Rodríguez i Mariano Hood (Argentina), l'aixecador de pes Viktor Chisleann (Moldàvia), i els ciclistes Roberto Heras o Tyler Hamilton.